# Nephelium papillatum
Nephelium papillatum är en kinesträdsväxtart som beskrevs av P.W. Leenhouts. Nephelium papillatum ingår i släktet Nephelium och familjen kinesträdsväxter. Inga underarter finns listade i Catalogue of Life.